# Albert Zabel
Pour les articles homonymes, voir Zabel.
Albert Heinrich Zabel, né le 22 février 1834 à Berlin et mort le 16 février 1910, est un harpiste et compositeur prussien.

## Biographie
Albert Zabel fait ses études musicales à l'Institut de musique sacrée (de) de Berlin avant de partir en tournée en Allemagne, en Angleterre, aux États-Unis et en Russie. Lors de ses tournées, il joue avec l'ensemble de Joseph Gungl. Il est aussi harpiste soliste dans l'orchestre de l'Opéra royal de Berlin de 1848 à 1851. Il est nommé harpiste soliste de l'Orchestre du Ballet impérial de Saint-Pétersbourg en 1855 où il reste jusqu'à sa mort. Il est nommé successivement enseignant en 1862, professeur en 1879 et professeur émérite honoraire de harpe en 1904 au Conservatoire de Saint-Pétersbourg. Il compose notamment un concerto pour harpe, ainsi que de courtes pièces de caractère. Il est aussi l'auteur d'une méthode d'apprentissage de la harpe.

## Œuvres

### Œuvres musicales

#### Musique concertante
- Concerto pour harpe

#### Musique pour harpe
- Élégie fantastique
- Légende
- Marguerite au rouet
- Am Springbrunnen
- Chanson du pêcheur
- Warum?
- Murmure de cascade

### Œuvres littéraires
- (fr + de + en) Grosse Methode, Leipzig, 1900
- (de + ru) Ein Wort an die Herren Komponisten über die praktische Werwendung der Harfe im Orchester, Leipzig, 1894